# The Criterion Collection
The Criterion Collection, Inc. (або просто Criterion) — американська компанія з дистрибуції відео для домашнього перегляду, яка займається ліцензуванням, реставрацією та дистрибуцією важливих класичних і сучасних з художньої точки зору кінофільмів. Criterion обслуговує дослідників кіно, кіноманів, а також публічні та академічні бібліотеки. Criterion допоміг стандартизувати певні аспекти домашніх відео-релізів, такі як реставрація фільмів, формат літербоксингу для широкоекранних фільмів та включення бонусних матеріалів, таких як наукові есеї та доріжки з коментарями. Criterion випустила і розповсюдила понад 1 000 спеціальних видань своїх фільмів у форматах VHS, Betamax, Laserdisc, DVD, Blu-ray і Ultra HD Blu-ray, а також у бокс-сетах. Ці фільми та їхні спеціальні функції також доступні на каналі Criterion Channel, онлайн-сервісі компанії, що здійснює потокове мовлення.
The Criterion Collection вважається провідним бутиковим лейблом Blu-ray.

## Історія компанії
Компанія була заснована в 1984 році Робертом Штайом, Елін Штайн і Джо Меджеком, до яких пізніше приєднався Роджер Сміт. У 1985 році Штайни, Вільям Беккер і Джонатан Б. Тарелл заснували компанію Voyager для видання освітніх мультимедійних CD-ROM (1989—2000), а Criterion Collection стала підпорядкованим підрозділом Voyager Company, міноритарним пакетом акцій якої володіла Janus Films, і вирішила розширити свою продукцію на відеокасетах і відеодисках. У березні 1994 року Verlagsgruppe Georg von Holtzbrinck GmbH придбала 20 % акцій Voyager за 6,7 мільйона доларів США. Кожен з чотирьох засновників зберіг за собою по 20 % частки власника.
У 1997 році компанію Voyager було розпущено (Елін Штайн заснувала видавництво CD-ROM Organa LLC), а видавництво Holtzbrinck Publishers продало торгову марку Voyager, 42 назви CD-ROM, вебсайт Voyager та пов'язані з ним активи компанії Learn Technologies Interactive, LLC (LTI). Штайн продав LTI 42 назви Voyager зі своєї частки в компанії Voyager/Criterion. Інші три партнери, Елін Штайн, Беккер і Тарелл, продовжують володіти компанією Criterion Collection, яка має ділове партнерство з Janus Films, а також з Home Vision Entertainment (HVE) до 2005 року, коли компанія Image Entertainment купила HVE. 4 листопада 2013 року було оголошено, що дистрибуцією займатиметься Sony Pictures Home Entertainment.

### Home Vision Entertainment
У 1986 році Чарльз Бентон заснував компанію Home Vision Entertainment (HVE), підрозділ домашнього відео компанії Public Media Inc. (PMI), яку він заснував у 1968 році. Компанія HVE займалася продажем, рекламою, маркетингом і дистрибуцією DVD дисків Criterion Collection, а також продавала власні DVD під брендом HVE (спільно з Criterion), зокрема The Merchant Ivory Collection і Classic Collection — спільне підприємство Home Vision Entertainment і Janus Films. Останнє підприємство публікувало фільми HVE, права на які належали Janus Films, але які були недоступні в колекції Criterion; натомість Criterion публікував фільми з колекції Classic Collection. У 2005 році компанія Image Entertainment придбала HVE, ставши ексклюзивним дистриб'ютором продукції Criterion Collection до 2013 року.

### Онлайн сервіси
У 2008 році Criterion Collection почала надавати відео на вимогу (VOD) у партнерстві з Mubi (раніше The Auteurs). У лютому 2011 року Criterion Collection почала переключати свої VOD-пропозиції виключно на Hulu Plus. У листопаді 2016 року FilmStruck, потоковий сервіс від Turner Classic Movies, замінив Hulu як ексклюзивний сервіс потокового передавання для Criterion Collection. Деякі фільми Criterion транслювались сервісом Kanopy. 26 жовтня 2018 року Warner Bros. Digital Networks і Turner Broadcasting оголосили, що FilmStruck закриється 29 листопада. У своєму блозі Criterion заявила, що «намагається знайти способи якнайшвидше повернути нашу бібліотеку та оригінальний контент у цифровий простір».
16 листопада 2018 року Criterion оголосила про запуск каналу Criterion Channel як окремого сервісу, що повністю належить і управляється Criterion Collection, у Сполучених Штатах і Канаді. Деякі з пропозицій VOD-сервісу також доступні через HBO Max (який пізніше, 23 травня 2023 року, скоротив назву до просто Max), та починаючи з 27 травня 2020 року через стрімінгову платформу WarnerMedia/Warner Bros. Discovery.
Британський кіножурнал Sight & Sound у своєму квітневому номері за 2016 рік повідомив, що Criterion Collection планує розширити показ фільмів на Велику Британію. Перші шість фільмів стали доступні для перегляду з 18 квітня 2016 року.

### Letterboxing
З восьмим випуском LaserDisc, «Вторгнення викрадачів тіл / Invasion of the Body Snatchers» (1956), Criterion запровадила формат «Letterboxing», який додавав чорні смуги зверху та знизу стандартного телевізійного екрана 4:3, щоб зберегти оригінальне співвідношення сторін фільму. Згодом Criterion зробила «Letterboxing» стандартною формою для всіх своїх релізів фільмів, знятих у широкоекранному форматі.

### Звукові доріжки з коментарями
Другий фільм колекції Criterion Collection, «Кінг-Конг» (1933), став першим який отримав аудіокоментарій, що містився на окремому аналоговому каналі LaserDisc, в якому американський історик кіно Рональд Гавер розповідав про виробництво, акторський склад, сценарій, художнє оформлення та спецефекти фільму. Він також коментує видання на LaserDisc фільмів «Касабланка» (1942), «Ось іде містер Джордан» (1941), «Співаючи під дощем» (1952) і «Чарівник країни Оз» (1939). Як правило, коментарі з індексацією за розділами є ексклюзивними для релізів Criterion та їхніх перших перевидань на DVD; вони стали предметом колекціонування, коли оригінальні студії перевидали фільми, раніше ліцензовані Criterion, незалежно від того, чи були створені нові доріжки з коментарями.

### Спецвидання (special edition)
Criterion Collection розпочала свою діяльність у 1984 році з випуску фільмів «Громадянин Кейн» (1941) та «Кінг-Конг» (1933) на LaserDisc, оригінальні негативи останнього були люб'язно надані Бібліотекою Конгресу США. Пізніше компанія стала відомою як першопроходець концепції «special edition» DVD, що містить бонусні матеріали, такі як трейлери, коментарі, документальні фільми, альтернативні кінцівки та вилучені сцени. Успіх цих релізів утвердив концепцію «special edition» у DVD-бізнесі. У 2006 році, скориставшись перевагами передових технологій перенесення та реставрації фільмів, «Criterion Collection» опублікувала високоякісні версії з бонусними матеріалами ранніх стрічок, таких як «Амаркорд» (1973), «Бразилія» (1985) та «Сім самураїв» (1954).

### Реставрація плівки
Спочатку Criterion випускала на LaserDisc лише популярні фільми, такі як «Хелловін» (1978), «Мисливці на привидів» (1984), «Дракула» (1992), «Армагеддон» (1998) та «Скеля» (1996). Згодом дедалі частіше Criterion Collection також зосереджується на випуску світового кіно, класики мейнстріму та маловідомих фільмів, що здобули успіх у критиків. Використовуючи найкращі доступні вихідні матеріали, компанія створила технологічно вдосконалені та чистіші версії, такі як «Страсті Жанни д'Арк» (1928), «М» (1931), «Діти райка» (1945), «Третя людина» (1949), «Сім самураїв» (1954) та «Амаркорд» (1973). Майже до кожної назви в буклетах є нариси про очищення та реставрацію плівки, а до деяких фільмів навіть додаються короткометражні фільми, в яких порівнюються відреставровані та невідреставровані зображення.

### Ліцензування
Деякі фільми на випуск яких Criterion Collection раніше мала ліцензію, такі як «Чим далі, тим гірше / The Harder They Come» (1972), зараз недоступні у продажу як новий продукт і доступні лише у формі перепродажу (уживані). Такі фільми, як «Робокоп» (1987), «Круто зварені» (1992), «Найманий убивця» (1989) і «Ран» (1985), стали недоступними, коли закінчився термін дії ліцензій на їхнє видання або коли Criterion Collection опублікувала покращені версії, як-от «Красуня і чудовисько» (1946), «М» (1931), «Плата за страх» (1953) і «Сім самураїв» (1954). Станом на жовтень 2023 року перевидано понад 200 з 384 назв зі списку релізів Criterion Collection на LaserDis.
Інший приклад — фільм «Шарада» (1963), який став суспільним надбанням через відсутність необхідного за законом повідомлення про авторське право. «Criterion» випустив відреставроване видання за ліцензією Universal Pictures для початкового видання і для пізнішого анаморфного широкоформатного перевидання фільму.
Періодично Criterion випускає матеріали на DVD та Blu-ray за ліцензією студій, з якими компанія раніше співпрацювала (наприклад, фільм «Бразилія» 1985 року Террі Ґілліама); ці нові релізи, як правило, здійснюються на індивідуальній основі.
У 2022 році Criterion випустила свій перший фільм студії Walt Disney Pictures — «ВОЛЛ·І» Ендрю Стентона. Це не було результатом тривалої угоди між Disney та Criterion, а скоріше одноразовою ліцензією, коли Стентон звернувся до Criterion і «захотів стати частиною клубу».

## Формати

### LaserDisc, VHS, Betamax і DVD
Компанія Criterion Collection почала випускати фільми на LaserDiscs починаючи з 1 грудня 1984 року, фільмом «Громадянин Кейн», і до 16 березня 1999 року, випустивши фільм Майкла Бея «Армагеддон». Три ранніх видання компанії (номери #003-005) були також видані на VHS та Betamax. Це були єдині релізи Criterion на цих форматах.
Criterion вийшла на ринок DVD у 1998 році. Першим фільмом у цьому форматі стали «Сім самураїв», каталожний № 2 (випуск фільму «Велика ілюзія (фільм)», каталожний № 1, було відкладено на рік, поки тривала реставрація на новознайденому негативі камери). Як і у випадку з LaserDiscs, ранні DVD-видання широкоекранних фільмів Criterion були представлені у форматі «letterbox», але Criterion не робила анаморфного покращення своїх дисків для моніторів формату 16:9 до середини 1999 року, коли вийшов фільм «Безсоння / Insomnia» (1997), каталожний № 47.
Criterion не поспішала випускати фільми у високій чіткості, частково через війни форматів HD між Blu-ray і HD DVD. Після того, як Blu-ray став стандартним форматом домашнього відео високої чіткості, «Criterion» почала випускати Blu-ray-видання вибраних фільмів зі своєї колекції, починаючи з Blu-ray-релізу фільму Вонга Карвая «Чунцінський експрес» (№ 453; наразі не видається) 16 грудня 2008 року. Наприкінці 2013 року «Criterion» оголосила, що після листопадового релізу бокс-сета «Дзатоіті / Zatoichi» (№ 679) усі майбутні релізи будуть виходити у подвійному форматі (DVD і Blu-ray в одній упаковці), а не як окремі релізи. Це рішення також стосується більшості оновлених перевидань, представлених після листопада 2013 року. Після того, як відгуки покупців виявили певне несприйняття такого підходу, «Весь цей джаз» (№ 724) став останнім виданням, випущеним у подвійному форматі, і такий формат випуску було скасовано починаючи з вересня 2014 року.
Незважаючи на появу Blu-ray як галузевого стандарту формату високої чіткості, Janus/Criterion продовжує підтримувати формат DVD. Мало того, що всі їхні нові релізи на Blu-ray супроводжуються DVD-версією стандартної чіткості, так ще й переглянуті та оновлені релізи виходять на обох форматах (за винятком нетривалої спроби випустити релізи у двох форматах). Більше того, окрема лінійка релізів компанії Eclipse наразі доступна лише у стандартному форматі DVD.
Окрім основного каталогу, компанія також випускала фільми в лінійках Essential Art House, Eclipse та Merchant Ivory Collection, а також кілька релізів поза будь-якою лінійкою. Багато з цих релізів також були зібрані та продані в різних бокс-сетах.
У квітні 2016 року вперше в своїй історії Criterion оголосила, що розпочала реліз низки фільмів за межами США (раніше міжнародні видання Criterion, такі як японський LaserDisc «Той, хто біжить по лезу», були ліцензовані іншими компаніями). У партнерстві з Sony Pictures Home Entertainment міжнародні релізи почалися шістьма фільмами у Великій Британії.

### Blu-Ray

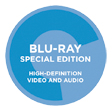
Логотип Criterion Collection: етикетка Blu-ray Criterion, датується першими фільмами, випущеними 16 грудня 2008 року.

Criterion почала видавати фільми на дисках Blu-ray у грудні 2008 року. На відміну від DVD-релізів, які є сумішшю DVD-дисків стандарту NTSC Region 0 (без регіону) та Region 1, диски Criterion Collection Blu-ray мають регіон A у Північній Америці та регіон B у Великій Британії (хоча бувають і винятки).

#### Ultra HD Blu-ray
11 серпня 2021 року компанія Criterion оголосила, що з листопада 2021 року розпочне видання фільмів у форматі Ultra HD Blu-ray. Усі релізи Criterion Ultra HD Blu-ray включатимуть як копію фільму у форматі Ultra HD Blu-ray, так і звичайну копію Blu-ray (з усіма спеціальними можливостями звичайного Blu-ray), а окремі релізи — з підтримкою Dolby Vision HDR та Dolby Atmos. Це було анонсовано 16 серпня, а перші такі релізи відбулися 21 листопада фільмами: «Громадянин Кейн» (повертається до колекції вперше з 1992 року), «Малголленд Драйв» та «Загроза суспільству». Компанія також планує випустити фільми «Червоні черевички», «Вечір важкого дня» та «Фортепіано» на дисках Ultra HD Blu-ray. Реліз фільму «Неграновані коштовності», який раніше планували випустити на Blu-ray та DVD у жовтні 2021 року, відклали до листопада, щоб також випустити стрічку на Ultra HD Blu-ray.

### Eclipse
Eclipse — це лінія, започаткована у 2007 році окремо від Criterion Collection. Criterion описує її як «добірку втраченої, забутої або затьмареної класики у простих, доступних виданнях». В межах лінійки вийшли такі фільми: «Усміхнений лейтенант» (1931), «Криза» (1946), «Спрага» (1949), «Дерев'яні хрести» (1932), «Знедолені» (1934), «Аризонський барон» (1950), «Крила» (1966) та «Сходження» (1976).

### Потокове мультимедіа на Criterion Channel
Після спроб надавати фільми з колекції Criterion як потокове відео на вимогу (VOD) у партнерстві з іншими компаніями — Mubi (раніше The Auteurs, 2008), Hulu Plus (2011—2016) і TCM FilmStruck (2016—2018) — фільми Criterion опинилися без онлайн-домівки, коли FilmStruck оголосила про своє закриття 29 листопада 2018 року. У своєму блозі компанія заявила, що «намагається знайти способи якнайшвидше повернути нашу бібліотеку та оригінальний контент у цифровий простір».
Місяцем пізніше Criterion оголосив про запуск власного окремого сервісу підписки The Criterion Channel, доступного для передплатників у США та Канаді. Послуга розпочала роботу 8 квітня 2019 року. Пропозиції на Criterion Channel включають списки відтворення, тимчасово ліцензовані фільми (і деякі телевізійні пропозиції) від різних студій та правовласників, а також потокові видання релізів Criterion Collection, що рясніють спеціальними функціями. Канал також пропонує оригінальний контент, зокрема академічні огляди та кураторські вступні статті, а також демонструє деякі фільми, що належать компанії Janus, які ще не вийшли на фізичних носіях. Criterion підтримує тісні стосунки з HBO Max (який пізніше, 23 травня 2023 року, скоротив назву до просто Max), стрімінговою платформою WarnerMedia / Warner Bros. Discovery, на якій часто також розміщуються фільми, випущені Criterion.